# Нордост
Нордо́ст — посёлок в Ольгинском районе Приморского края Российской Федерации. Входит в состав Тимофеевского сельского поселения.

## География
Расположен на полуострове Ватовского, на берегу залива Владимира Японского моря.

## История
Посёлок основан в 1934 году.
До середины 1990-х годов в посёлке размещались различные воинские части Владимиро-Ольгинского гарнизона. В толще горного хребта на полуострове Ватовского сохранились потерны, ведущие к подземным складам боеприпасов. После ухода воинских частей население посёлка значительно сократилось, большинство зданий стоят заброшенные.
С 2002 года по 2011 год посёлок носил наименование Норд-Ост.

## Население
| 2002 | 2008 | 2010 |
| ---- | ---- | ---- |
| 4    | ↘3   | ↘2   |

## Транспорт, экономика, связь
С посёлком Тимофеевка его связывает гравийная автодорога невысокого качества. Автобусное сообщение с населёнными пунктами Ольгинского района отсутствует.
Основа экономики — рыболовство, выращивание марикультуры, сбор и переработка ламинарии (морской капусты).
Приусадебное сельское хозяйство.
Сотовая связь в посёлке на лето 2012 года — НТК и МегаФон.

## Достопримечательности
- Ширина узкого перешейка на полуострове Ватовского — несколько сотен метров, осмотру доступно Японское море и мыс Четырёх Скал.
- В летнее время в окрестности посёлка Норд-Ост на отдых приезжают дальневосточники, их привлекают небольшие мелководные бухты с хорошо прогревающейся водой, богатая придонная флора и фауна.
- В нескольких десятках метров от мыса Орехова (северная оконечность полуострова Ватовского) находится место гибели крейсера «Изумруд», принявшего участие в Цусимском сражении Русско-японской войны и уцелевшего в нём. В условиях недостаточной видимости крейсер сел на камни и был взорван экипажем 19 мая 1905 года.

- Причал у посёлка Норд-Ост
- Японское море, мыс Четырёх Скал
- Штольни к подземному складу боеприпасов